# شورش (جمجمال)
شورش (بالكردية: شۆڕش)‏ هي ناحية من نواحي قضاء جمجمال في محافظة السليمانية، تم بناء المدينة في زمن صدام حسين، لتعويض أهالي المدينة بسبب حملة الأنفال، تقع المدينة قرب طريق كركوك-سليمانية، تحدها من الشرق قرية بريادي ومن الشمال مركز القضاء، ومن الجنوب قرية عثمان غزال، ومن الغرب قرية مظفر.